# Юань Лунпин
Юань Лунпин (кит. трад. 袁隆平; 7 сентября 1930, Бэйпин — 22 мая 2021, Чанша) — китайский агроном. Известен работами по созданию высокоурожайных генетически модифицированных гибридов риса в 1970-х годах.

## Биография
Юань родился в Пекине в 1930 году. Его прародина находится в округе Деань, Цзюцзян, провинция Цзянси. Во время Второй китайско-японской войны и Гражданской войны в Китае он переехал со своей семьёй и учился в школе во многих местах, включая Хунань, Чунцин, Ханькоу и Нанкин.
В 1953 году окончил Юго-западный сельскохозяйственный колледж (ныне часть Юго-западного университета). После окончания работал учителем в сельскохозяйственной школе в Аньцзяне, провинция Хунань. В 1964 году женился на одной из своих учениц — Дэн Цзэ (邓 则). У них двое детей, Юань Диньань (袁定安) и Юань Динцзян (袁定江).
Юань Лунпин работал над идеей гибридизации риса в 1960-х годах, когда ряд авантюрных политических программ (таких как «Большой скачок») погрузила Китай в беспрецедентный голод, который привёл к гибели миллионов китайских граждан.
С тех пор, Юань посвятил себя исследованиям в области селекции и создания высокоурожайных сортов риса. В 1964 году ему удалось обнаружить и использовать в своих экспериментах по гибридизации уникальный образец риса, обладавший очевидными преимуществами перед другими известными науке сортами. Воодушевлённый, он начал изучать генетический материал обнаруженного экземпляра.
К тому времени самой большой проблемой было отсутствие известного метода воспроизводства гибридного риса в массовых количествах, и эту проблему Юань намеревался решить. В 1964 году он создал собственную теорию использования гипотетического мутировавшего естественным образом штамма риса с мужской стерильностью, который, по его предположениям, наиболее вероятно, существовал для создания нового репродуктивного гибридного вида риса, и за два года ему удалось найти несколько особей мутировавшего риса с мужской стерильностью, которые он мог использовать для своих исследований. Последующие эксперименты подтвердили возможность его первоначальной теории, что сделало её наиболее важным вкладом в гибридный рис.
Юань продолжал решать больше проблем, чем следовало из первого. Первые культивируемые экспериментальные гибридные виды риса не показали каких-либо значительных преимуществ перед обычно выращиваемыми видами, поэтому он предложил скрещивать рис с более дальним родственником: диким рисом. В 1970 году он нашёл особенно важный вид дикого риса, который в конечном итоге использовал для создания высокоурожайных гибридных видов риса. В 1973 году, в сотрудничестве с другими, он, наконец, смог установить полный процесс создания и воспроизводство этого высокоурожайного гибридного вида риса.
В следующем году они успешно вырастили гибридный вид риса, который имел большие преимущества по сравнению с рисом, выращиваемым традиционным способом. Урожайность на единицу продукции на 20 процентов больше, чем у обычных сортов риса, благодаря чему Китай занимает лидирующее положение в мире по производству риса. За это достижение Юань Лунпин был назван «отцом гибридного риса».
В настоящий момент, до 50 процентов от общего числа рисовых полей в Китае выращивают гибридные виды риса Юань Лунпина, и эти гибридные рисовые поля дают 60 процентов от общего объёма производства риса в Китае. Благодаря упорному труду Юаня общий объём производства риса в Китае вырос с 56,9 млн тонн в 1950 году до 194,7 млн тонн в 2017 году; около 300 миллионов тонн риса было произведено дополнительно за последние двадцать лет по сравнению с предполагаемым количеством, которое было бы произведено без гибридных видов риса. Ежегодного прироста урожая достаточно, чтобы прокормить ещё 60 миллионов человек.
«Супер-рис», над улучшением которого работал Юань Лунпин, показал рост урожайности на 30 %, по сравнению с обычным рисом, с рекордной урожайностью 17 055 кг с гектара, зарегистрированной в уезде Юншэн провинции Юньнань в 1999 году.
В январе 2014 года Юань рассказал в интервью, что генетически модифицированные продукты питания станут будущим направлением питания, и что он работал над генетической модификацией риса.

## Смерть

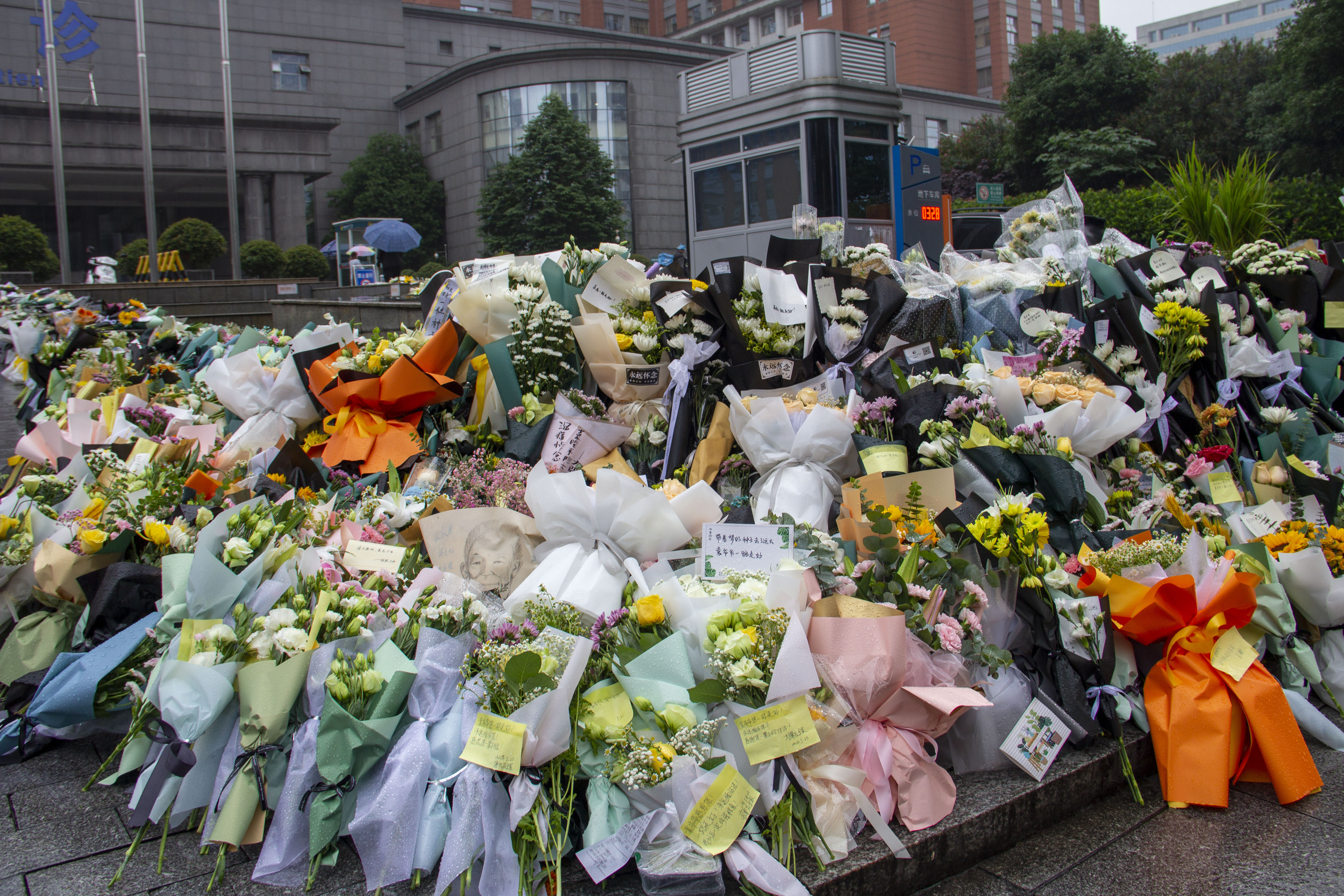
Люди несут цветы к больнице, где умер Юань Лунпин

Юань Лунпин в течение более чем 50 лет регулярно приезжал на тропический остров Хайнань зимой. 10 марта 2021 года Юань Лунпин упал на своей исследовательской базе гибридного риса в Санье. 7 апреля его перевели на лечение в Чанша, провинция Хунань. 22 мая в 13:07 Юань Лунпин скончался от полиорганной недостаточности в больнице Чанша Центрального Южного Университета.

## Память
28 июля 1999 года в честь Юань Лунпина астероиду, открытому 18 сентября 1996 года в рамках пекинской Шмидт-ПЗС астероидной программы на наблюдательной станции Синлун, КНР, присвоено наименование (8117) Yuanlongping.
7 сентября 2022 года в честь Юань Лунпина была выпущена почтовая марка КНР из серии «Современные учёные Китая» (кит. упр. 中国现代科学家), тиражом 9,8 млн экземпляров.